# Canyengue
El canyengue es un estilo de baile del  tango opuesto al tango de salón. El tango canyengue era el que se bailaba en los suburbios y por las prostitutas en los cabarés por su modo extremadamente sexual y provocativo debido a sus características de interpretación, requiriendo para su interpretación actual por bailarines académicos un vestuario representativo y alusivo a la vida orillera.
La palabra es de origen africano, específicamente kimbundu (una lengua de la familia bantú), y surgió de la combinación de las palabras candombe y yongo, derivando en canyongo y luego canyengue. Los negros la pronunciaban caniengue y desde 1900 los blancos lo escribieron y pronunciaron canyengue (con la ye rioplatense).
En el siglo XXI la palabra derivada en cachengue comenzó a usarse para denominar a los géneros de música popular bailable de autores argentinos, fuertemente vinculada a los géneros de cumbia villera y al reggaeton.
El «caminar canyengue» es una manera de caminar del compadrito, de cadenciosos movimientos de cadera. También se lo llama «caminar arrabalero» en referencia a los suburbios o barrios bajos de las antiguas ciudades de Buenos Aires y Montevideo como lo representa Tita Merello en la película Arrabalera (1945).